# 中国科学院成都分院
中国科学院成都分院是中国科学院的派出机构，负责联络和协调中国科学院在四川、重庆地区的科研单位。

## 历史沿革
1958年11月，中国科学院四川分院成立。1962年，四川分院、云南分院、贵州分院合并，成立中国科学院西南分院。1970年，西南分院撤销，四川分院由中国科学院移交四川省管理。1978年1月恢复重建后改称成都分院。